# Olympische Sommerspiele 2024/Teilnehmer (Senegal)
| Gelbes Symbol für Goldmedaillen mit stilisierten Olympischen Ringen | Graues Symbol für Silbermedaillen mit stilisierten Olympischen Ringen | Braundes Symbol für Bronzemedaillen mit stilisierten Olympischen Ringen |
| ------------------------------------------------------------------- | --------------------------------------------------------------------- | ----------------------------------------------------------------------- |
| —                                                                   | —                                                                     | —                                                                       |

Senegal nahm an den Olympischen Spielen 2024 vom 26. Juli bis zum 11. August 2024 in Paris mit 11 Athleten (7 Männer, 4 Frauen) teil. Es war die insgesamt 16. Teilnahme an Olympischen Sommerspielen.

## Teilnehmer nach Sportarten

### Fechten
Durch ihren Sieg beim afrikanischen Qualifikationsturnier in Algier qualifizierte sich Ndèye Binta Diongue für ihre zweiten Olympischen Spiele.
| Athleten            | Wettbewerb   | 1. Runde   | 1. Runde | 2. Runde      | 2. Runde      | Achtelfinale  | Achtelfinale  | Viertelfinale | Viertelfinale | Halbfinale / Klassifikation | Halbfinale / Klassifikation | Finale / Platzierung | Finale / Platzierung | Rang |
| Athleten            | Wettbewerb   | Gegner     | Ergebnis | Gegner        | Ergebnis      | Gegner        | Ergebnis      | Gegner        | Ergebnis      | Gegner                      | Ergebnis                    | Gegner               | Ergebnis             | Rang |
| ------------------- | ------------ | ---------- | -------- | ------------- | ------------- | ------------- | ------------- | ------------- | ------------- | --------------------------- | --------------------------- | -------------------- | -------------------- | ---- |
| Frauen              |              |            |          |               |               |               |               |               |               |                             |                             |                      |                      |      |
| Ndèye Binta Diongue | Degen Einzel | A. Hussein | 14:15    | ausgeschieden | ausgeschieden | ausgeschieden | ausgeschieden | ausgeschieden | ausgeschieden | ausgeschieden               | ausgeschieden               | ausgeschieden        | ausgeschieden        | 35   |

### Judo
Über die IJF-Weltrangliste konnte sich ein senegalesischer Judoka im Schwergewicht der Männer qualifizieren.
| Athleten        | Wettbewerb         | 1. Runde | 1. Runde | 2. Runde         | 2. Runde | Achtelfinale  | Achtelfinale  | Viertelfinale | Viertelfinale | Halbfinale / Trostrunde | Halbfinale / Trostrunde | Finale / Platz 3 | Finale / Platz 3 | Rang |
| Athleten        | Wettbewerb         | Gegner   | Ergebnis | Gegner           | Ergebnis | Gegner        | Ergebnis      | Gegner        | Ergebnis      | Gegner                  | Ergebnis                | Gegner           | Ergebnis         | Rang |
| --------------- | ------------------ | -------- | -------- | ---------------- | -------- | ------------- | ------------- | ------------- | ------------- | ----------------------- | ----------------------- | ---------------- | ---------------- | ---- |
| Männer          |                    |          |          |                  |          |               |               |               |               |                         |                         |                  |                  |      |
| Mbagnick Ndiaye | Klasse über 100 kg | B. Mane  | 10:0     | G. Tuschischwili | 0:10     | ausgeschieden | ausgeschieden | ausgeschieden | ausgeschieden | ausgeschieden           | ausgeschieden           | ausgeschieden    | ausgeschieden    | 9    |

### Kanu
Im Kanurennsport qualifizierte sich der Senegal beim afrikanischen Qualifikationsevent in Abuja im C1 der Frauen. Bei der afrikanischen Qualifikation im Kanuslalom in Sainte-Suzanne erhielt der Senegal einen Startplatz im C1 der Männer.

#### Kanurennsport
| Athleten   | Wettbewerb | Vorlauf | Vorlauf | Viertelfinale | Viertelfinale | Halbfinale    | Halbfinale    | A/B-Finale    | A/B-Finale    | Rang |
| Athleten   | Wettbewerb | Zeit    | Rang    | Zeit          | Rang          | Zeit          | Rang          | Zeit          | Rang          | Rang |
| ---------- | ---------- | ------- | ------- | ------------- | ------------- | ------------- | ------------- | ------------- | ------------- | ---- |
| Frauen     |            |         |         |               |               |               |               |               |               |      |
| Combé Seck | C1 200 m   | 54,76 s | 7       | 53,82 s       | 7             | ausgeschieden | ausgeschieden | ausgeschieden | ausgeschieden | 30   |

#### Kanuslalom
| Athleten     | Wettbewerb | Vorlauf | Vorlauf | Halbfinale    | Halbfinale    | Finale        | Finale        | Rang |
| Athleten     | Wettbewerb | Zeit    | Rang    | Zeit          | Rang          | Zeit          | Rang          | Rang |
| ------------ | ---------- | ------- | ------- | ------------- | ------------- | ------------- | ------------- | ---- |
| Männer       |            |         |         |               |               |               |               |      |
| Yves Bourhis | C1         | 92,14 s | 5       | 99,51 s       | 9             | 145,78 s      | 12            | 12   |
| Yves Bourhis | K1         | 97,85 s | 22      | ausgeschieden | ausgeschieden | ausgeschieden | ausgeschieden | 22   |

Boater-Cross
| Männer       |          |         |    |   |   |   |               |               |               |    |
| Yves Bourhis | K1 Cross | 78,15 s | 31 | 2 | — | 3 | ausgeschieden | ausgeschieden | ausgeschieden | 19 |

### Leichtathletik
Die Olympianormen des Weltverbandes konnte Louis François Mendy über die 110 Meter Hürden erreichen.
Laufen und Gehen
| Athleten             | Wettbewerb   | Vorlauf | Vorlauf | Hoffnungslauf | Hoffnungslauf | Halbfinale | Halbfinale | Finale        | Finale        | Rang          |
| Athleten             | Wettbewerb   | Zeit    | Rang    | Zeit          | Rang          | Zeit       | Rang       | Zeit          | Rang          | Rang          |
| -------------------- | ------------ | ------- | ------- | ------------- | ------------- | ---------- | ---------- | ------------- | ------------- | ------------- |
| Männer               |              |         |         |               |               |            |            |               |               |               |
| Cheikh Diouf         | 400 m        | 45,59 s | 5       | 45,03 s       | 2             | 44,94 s    | 6          | ausgeschieden | ausgeschieden | ausgeschieden |
| Louis François Mendy | 110 m Hürden | 13,31 s | 1       | ―             | ―             | 13,34 s    | 3          | ausgeschieden | ausgeschieden | ausgeschieden |

Springen und Werfen
| Athleten  | Wettbewerb | Qualifikation | Qualifikation | Finale        | Finale        | Rang |
| Athleten  | Wettbewerb | Weite/Höhe    | Rang          | Weite/Höhe    | Rang          | Rang |
| --------- | ---------- | ------------- | ------------- | ------------- | ------------- | ---- |
| Frauen    |            |               |               |               |               |      |
| Saly Sarr | Dreisprung | 13,96 m       | 17            | ausgeschieden | ausgeschieden | 17   |

### Schwimmen
| Athleten      | Wettbewerb          | Vorlauf     | Vorlauf | Halbfinale    | Halbfinale    | Finale        | Finale        | Rang |
| Athleten      | Wettbewerb          | Zeit        | Rang    | Zeit          | Rang          | Zeit          | Rang          | Rang |
| ------------- | ------------------- | ----------- | ------- | ------------- | ------------- | ------------- | ------------- | ---- |
| Frauen        |                     |             |         |               |               |               |               |      |
| Oumy Diop     | 100 m Schmetterling | 1:01,82 min | 27      | ausgeschieden | ausgeschieden | ausgeschieden | ausgeschieden | 27   |
| Männer        |                     |             |         |               |               |               |               |      |
| Matthieu Seye | 100 m Freistil      | 50,84 s     | 51      | ausgeschieden | ausgeschieden | ausgeschieden | ausgeschieden | 51   |

### Taekwondo
Beim afrikanischen Qualifikationsturnier im heimischen Dakar konnte sich Bocar Diop einen Startplatz für den Wettbewerb im Fliegengewicht bei den Olympischen Spielen sichern.
| Athleten   | Wettbewerb       | Achtelfinale | Achtelfinale | Viertelfinale | Viertelfinale | Hoffnungsrunde Halbfinale | Hoffnungsrunde Halbfinale | Halbfinale    | Halbfinale    | Hoffnungsrunde Finale | Hoffnungsrunde Finale | Finale        | Finale        | Rang |
| Athleten   | Wettbewerb       | Gegner       | Ergebnis     | Gegner        | Ergebnis      | Gegner                    | Ergebnis                  | Gegner        | Ergebnis      | Gegner                | Ergebnis              | Gegner        | Ergebnis      | Rang |
| ---------- | ---------------- | ------------ | ------------ | ------------- | ------------- | ------------------------- | ------------------------- | ------------- | ------------- | --------------------- | --------------------- | ------------- | ------------- | ---- |
| Männer     |                  |              |              |               |               |                           |                           |               |               |                       |                       |               |               |      |
| Bocar Diop | Klasse bis 58 kg | L. Korneev   | 0:2          | ausgeschieden | ausgeschieden | ausgeschieden             | ausgeschieden             | ausgeschieden | ausgeschieden | ausgeschieden         | ausgeschieden         | ausgeschieden | ausgeschieden | 17   |

### Tischtennis
Über die ITTF-Weltrangliste qualifizierte sich Ibrahima Diaw im Einzel der Männer für seine zweiten Olympischen Spiele.
| Athleten      | Wettbewerb | 1. Runde    | 1. Runde | 2. Runde   | 2. Runde | 3. Runde      | 3. Runde      | Achtelfinale  | Achtelfinale  | Viertelfinale | Viertelfinale | Halbfinale    | Halbfinale    | Finale / Platz 3 | Finale / Platz 3 | Rang |
| Athleten      | Wettbewerb | Gegner      | Erg.     | Gegner     | Erg.     | Gegner        | Erg.          | Gegner        | Erg.          | Gegner        | Erg.          | Gegner        | Erg.          | Gegner           | Erg.             | Rang |
| ------------- | ---------- | ----------- | -------- | ---------- | -------- | ------------- | ------------- | ------------- | ------------- | ------------- | ------------- | ------------- | ------------- | ---------------- | ---------------- | ---- |
| Männer        |            |             |          |            |          |               |               |               |               |               |               |               |               |                  |                  |      |
| Ibrahima Diaw | Einzel     | S. Shrestha | 4:0      | Wong C. T. | 3:4      | ausgeschieden | ausgeschieden | ausgeschieden | ausgeschieden | ausgeschieden | ausgeschieden | ausgeschieden | ausgeschieden | ausgeschieden    | ausgeschieden    | 33   |